# 紅梅 (源氏物語)
紅梅（こうばい）は、
1. 『源氏物語』五十四帖の巻名のひとつ。第43帖で匂宮三帖の第2帖。頭中将の子孫とその縁者の後日談を書く。
2. 『源氏物語』に登場する架空の人物の通称。「紅梅大納言（こうばいだいなごん）」とも。頭中将の次男で柏木の同母弟。

- 源氏物語 > 源氏物語各帖のあらすじ > 匂宮三帖 > 紅梅 (源氏物語)
- 源氏物語 > 源氏物語の登場人物 > 紅梅 (源氏物語)

| 源氏物語五十四帖 |        |    |        |
| 各帖のあらすじ   |        |    |        |
| 帖               | 名     | 帖 | 名     |
| 1                | 桐壺   | 28 | 野分   |
| 2                | 帚木   | 29 | 行幸   |
| 3                | 空蝉   | 30 | 藤袴   |
| 4                | 夕顔   | 31 | 真木柱 |
| 5                | 若紫   | 32 | 梅枝   |
| 6                | 末摘花 | 33 | 藤裏葉 |
| 7                | 紅葉賀 | 34 | 若菜   |
| 8                | 花宴   | 35 | 柏木   |
| 9                | 葵     | 36 | 横笛   |
| 10               | 賢木   | 37 | 鈴虫   |
| 11               | 花散里 | 38 | 夕霧   |
| 12               | 須磨   | 39 | 御法   |
| 13               | 明石   | 40 | 幻     |
| 14               | 澪標   | 41 | 雲隠   |
| 15               | 蓬生   | 42 | 匂宮   |
| 16               | 関屋   | 43 | 紅梅   |
| 17               | 絵合   | 44 | 竹河   |
| 18               | 松風   | 45 | 橋姫   |
| 19               | 薄雲   | 46 | 椎本   |
| 20               | 朝顔   | 47 | 総角   |
| 21               | 少女   | 48 | 早蕨   |
| 22               | 玉鬘   | 49 | 宿木   |
| 23               | 初音   | 50 | 東屋   |
| 24               | 胡蝶   | 51 | 浮舟   |
| 25               | 蛍     | 52 | 蜻蛉   |
| 26               | 常夏   | 53 | 手習   |
| 27               | 篝火   | 54 | 夢浮橋 |

## 帖のあらすじ
薫24歳の春のころの話。
故致仕大臣（頭中将）の次男は、このころには按察大納言（あぜちのだいなごん）になっていた。跡継ぎだった兄柏木亡き後、一族の大黒柱となっている。
亡くなった先の北の方との間には二人の姫君（大君、中の君）がいた。今の北の方は、髭黒大臣の娘で故蛍兵部卿宮の北の方だった真木柱で、この間に男子（大夫の君）を一人もうけている。また、真木柱には故宮の忘れ形見の姫君（宮の御方）がいて、この姫君も大納言の邸で暮らしている。
裳着をすませた三人の姫君たちへの求婚者は多かったが、大納言は、大君を東宮妃とすべく麗景殿に参内させており、今度は中の君に匂宮を縁付けようと目論んでいる。大納言は大夫の君を使って匂宮の心を中の君に向けさせようとするが、肝心の匂宮の関心は宮の御方にあるらしい。匂宮は大夫の君を通してしきりに宮の御方に文を送るが、宮の御方は消極的で結婚をほとんど諦めている。
大君の後見に忙しい真木柱は、宮の御方には良縁と思うが大納言の気持を思うと躊躇してしまう。また、匂宮が好色で最近では宇治八の宮の姫君にも執心だとの噂もあって、ますます苦労が絶えないようだ。

## 人物
頭中将の次男、母は桐壺帝の右大臣の四の君。「紅梅」の中心人物となることから、後世の人により「紅梅大納言」の通称がつけられた。柏木、弘徽殿女御は同腹の兄弟。
明るく利発な性格で、幼少の頃から美声で知られる。童の頃に源氏の前で催馬楽「高砂」を歌った（賢木）他、「梅枝」「藤裏葉」など祝い事の席での登場が多い。最初の北の方に先立たれた後、真木柱と再婚した。また兄柏木の未亡人落葉の宮や藤壺女御（今上帝の妃）、その娘の女二宮に思いをかけたこともあった。弁少将、右大弁を経て、宇治十帖では按察大納言に昇進。